# The Mysterious Rider (film, 1927)

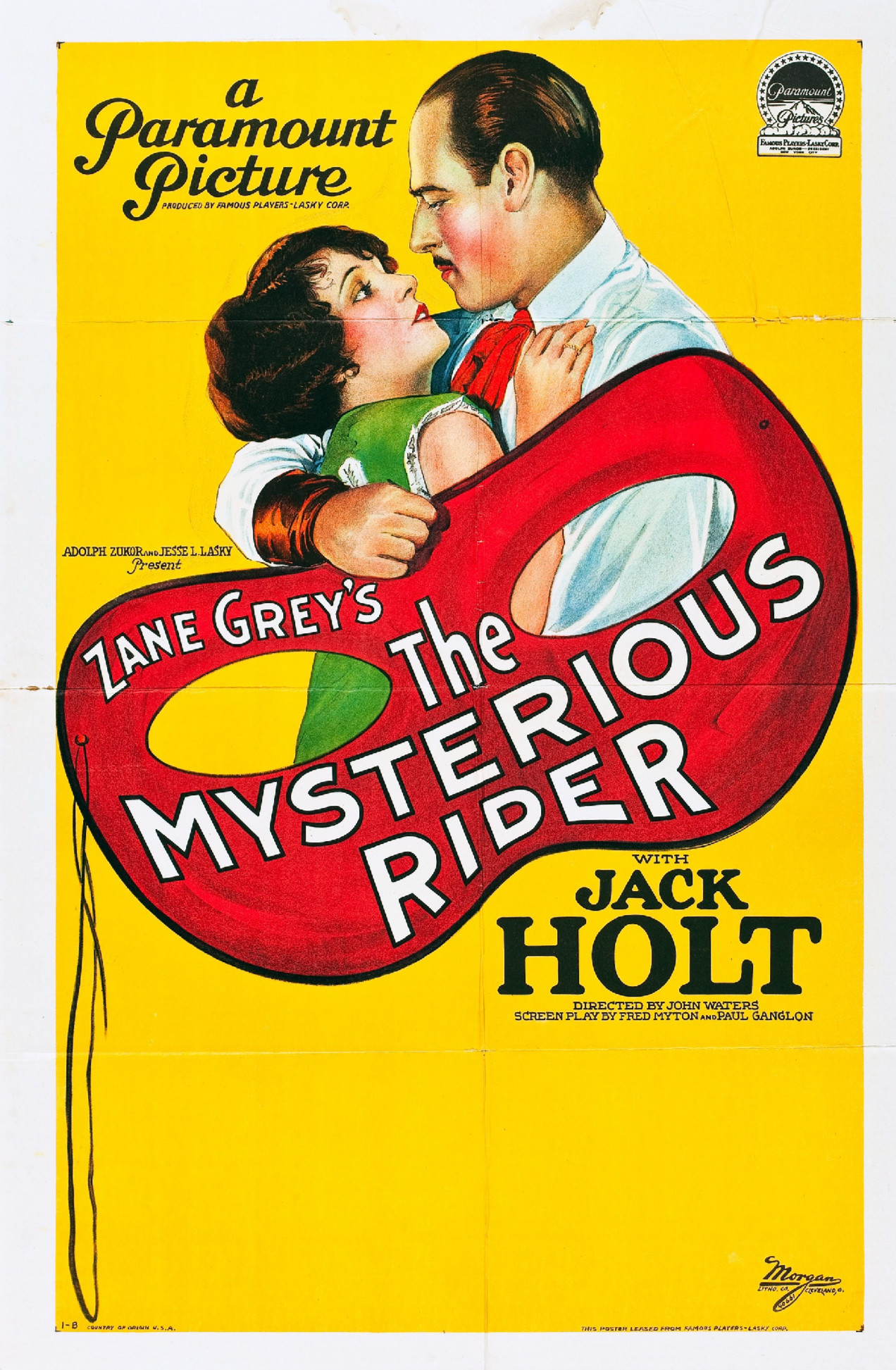
Affiche du film.

Pour les articles homonymes, voir The Mysterious Rider.
The Mysterious Rider est un film américain réalisé par John Waters et sorti en 1927.

## Synopsis
Basé sur le roman du même nom de Zane Grey, The Mysterious Rider est centré sur Bent Wade, un mystérieux cavalier masqué qui se bat pour sauver les fermes d'une colonie d'éleveurs du désert d'une saisie illégale. Il finit par tomber amoureux de Dorothy King, la fille d'un banquier, après l'avoir sauvée des sables mouvants.

## Fiche technique
- Réalisation : John Waters
- Scénario : Paul Gangelin, Alfred Hustwick, Fred Myton d'après le roman The Mysterious Ride de Zane Grey[2]
- Producteur : Jesse L. Lasky, Adolph Zukor
- Photographie : Charles Edgar Schoenbaum
- Production : Famous Players–Lasky Corporation
- Distributeur : Paramount Pictures
- Durée : 65 minutes
- Date de sortie :
  - USA :  5 mars 1927

## Distribution

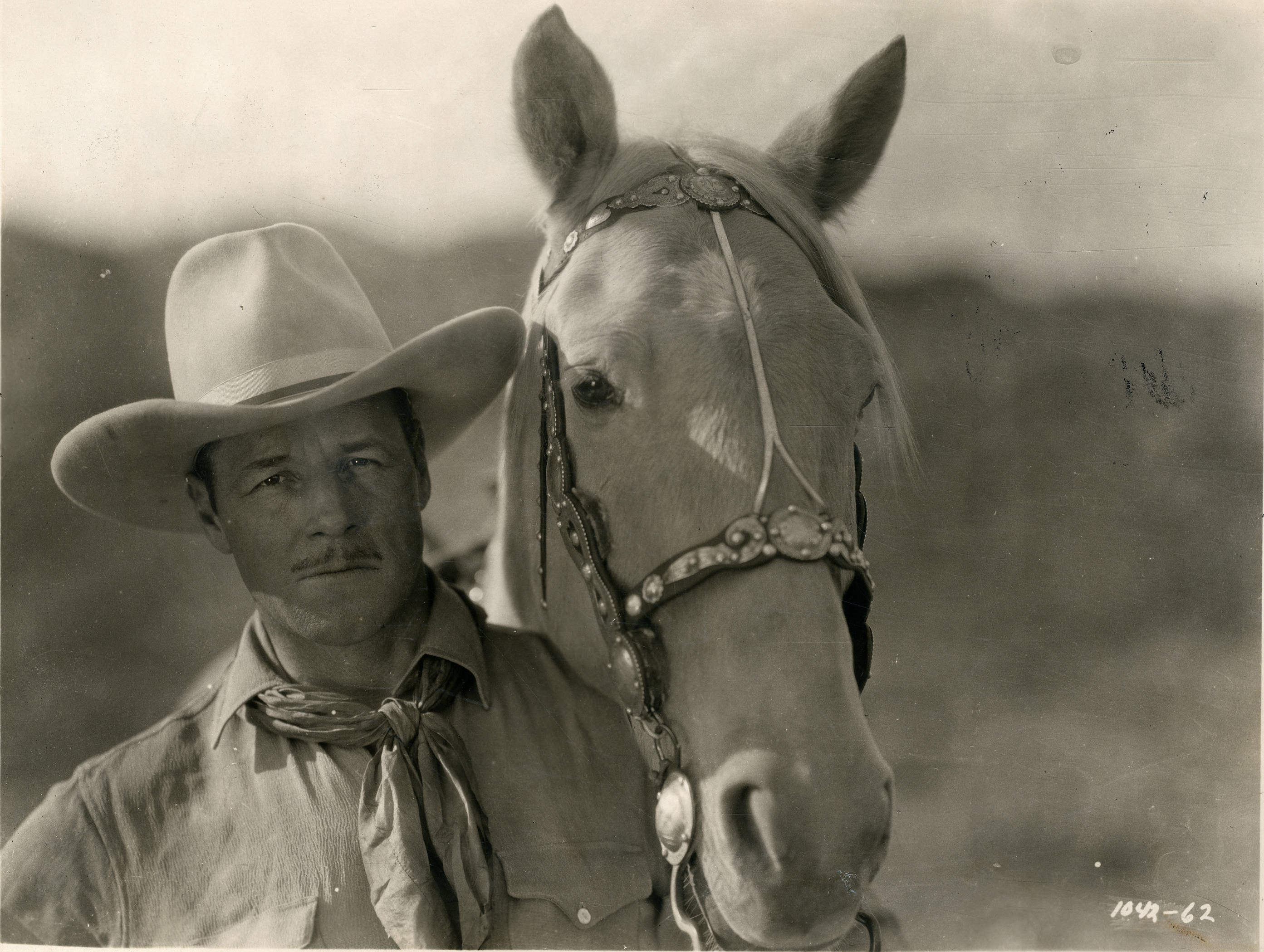
Jack Holt et son cheval.

- Jack Holt : Bent Wade
- Betty Jewel : Dorothy King
- Charles Sellon : Cliff Harkness
- David Torrence : Mark King
- Tom Kennedy : Lem Spooner
- Guy Oliver : Jack Wilson
- Al Hart : Sheriff
- Ivan Christy : Tom Saunders
- Arthur Hoyt : secrétaire du roi